# Guerra del Regne de Polònia contra l'Orde Teutònic
La Guerra del Regne de Polònia contra l’Orde teutònic és un conflicte armat entre el Regne de Polònia i els cavallers teutònics que va durar, amb intervals significatius, des del 1308 fins al 1521, la seva culminació va ser la Gran Guerra del 1409 al 1411 a l’època del regnat de Ladislau II Jagelló. Durant aquesta guerra, l'exèrcit de l'orde teutònic va patir el 1410 al camp de batalla de Grunwald una derrota que va marcar l'inici del declivi del seu estat monàstic. El tractat de Toruń de 1411 va posar fi temporalment a les hostilitats, que es van reprendre de nou el 1454. Després de la nova guerra de tretze anys guanyada pels polonesos, el 1466 es va signar un nou tractat de Toruń. La majoria dels territoris de l’Orde teutònic es van convertir en la Prússia Reial i es van integrar al Regne de Polònia. L'Orde només va conservar Prússia Oriental amb Königsberg com a capital, que es va convertir en una fortalesa de l'estat polonès. El 1525, el gran mestre, Albert I de Prússia, es va convertir al luteranisme i es va secularitzar com a duc de Prússia, vassall del tron polonès.

## Croades bàltiques i naixement de l'estat teutònic

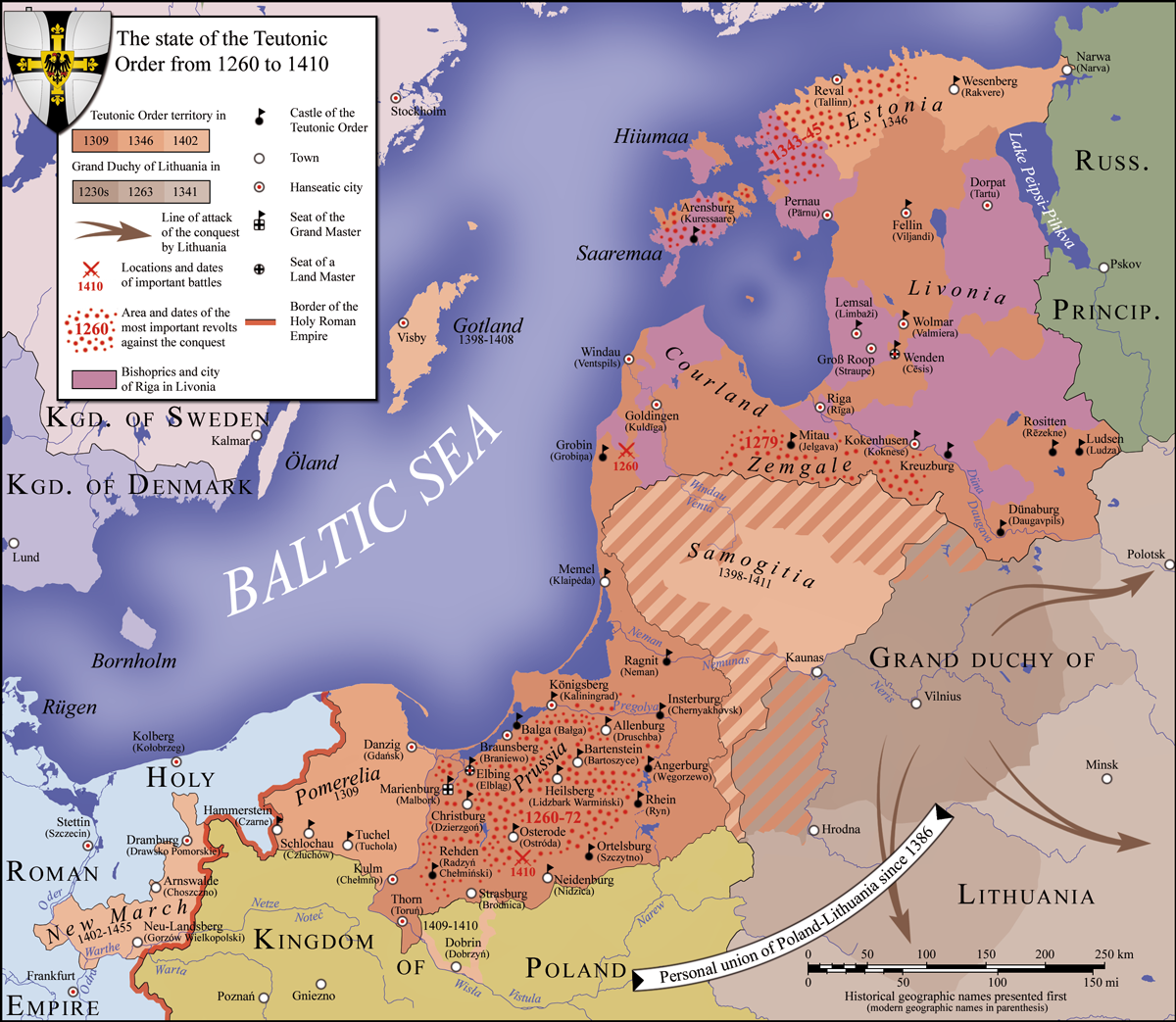
Desenvolupament de l'orde teutònic, 1410

A partir de la segona meitat del segle XII, la costa del mar Bàltic, habitada per tribus bàltiques i ugro-finlandeses fermament compromeses a romandre paganes, va ser objecte de penetració per part de comerciants i missioners alemanys. Aquesta penetració es converteix en una conquesta sistemàtica feta pels cavallers teutònics, convidats el 1226 a establir-se a Chelmno per Conrad I de Masòvia, 1r duc de Masòvia. El príncep polonès demana als monjos-soldats que vinguin a les seves terres per protegir-los dels assalts de les tribus prussianes.
Mentre conservava el seu quarter general a Terra Santa, el Gran Mestre, Hermann von Salza, va aprofitar la invitació per aliar-se amb la dinastia Hohenstaufen i amb l'emperador Frederic II per intervenir a Prússia i Livònia, per tal de sotmetre i convertir els pagans bàltics al cristianisme. Les futures possessions a les terres bàltiques li són confirmades per la Butlla d'Or de Rimini de Frederic II.
Combinant la croada contra els pagans i l'establiment de colons alemanys, l'Orde va prendre el control de les terres de Chełmno cap al 1230 i després de les possessions de Livònia - actualment Letònia i Estònia - conquerides per l'Ordre de Germans Livonians de l'Espasa que va absorbir el 1237. Al segle XIV, els cavallers de la Creu Negra van aconseguir constituir un vast estat monacal, en detriment de Polònia i Lituània.

## Atac a Polònia
La captura de Gdansk, el 13 novembre 1308, per les tropes de l'Orde Germànica, segueix l'annexió de tot el Ducat de Pomerèlia Oriental al seu estat monàstic el 1309. El mateix any, l'Orde va renunciar a les croades a Terra Santa i va traslladar la seva seu al Castell de Malbork, per significar la seva intenció de centrar-se en la cristianització de l'espai bàltic.
El gran mestre Siegfried von Feuchtwangen s'instal·la a Prússia, en el mateix moment en què, a París, Philippe le Bel elimina els templers. Construïda a partir del model del temple i de l'hospital, l'orde teutònic assumeix les regles, però, a diferència de les altres, s'afirma com a alemanya i imperial. La història de la teutònica a Prússia forma part del doble moviment d'Ostbewegung i Ostsiedlung que va animar l'Alemanya als segles XII i XIII.
Pomerelia és un territori polonès i no pagà i és important per a l'economia polonesa, ja que constitueix la sortida de Polònia a la mar Bàltica. El rei polonès Ladislau I de Polònia i els seus successors demanen la restitució de les seves terres i intervenen davant la justícia papal. Però el papa Joan XXII es nega a parlar i la condemna continua sent una via morta. Va seguir un període en què es van alternar la pau armada i les campanyes militars.

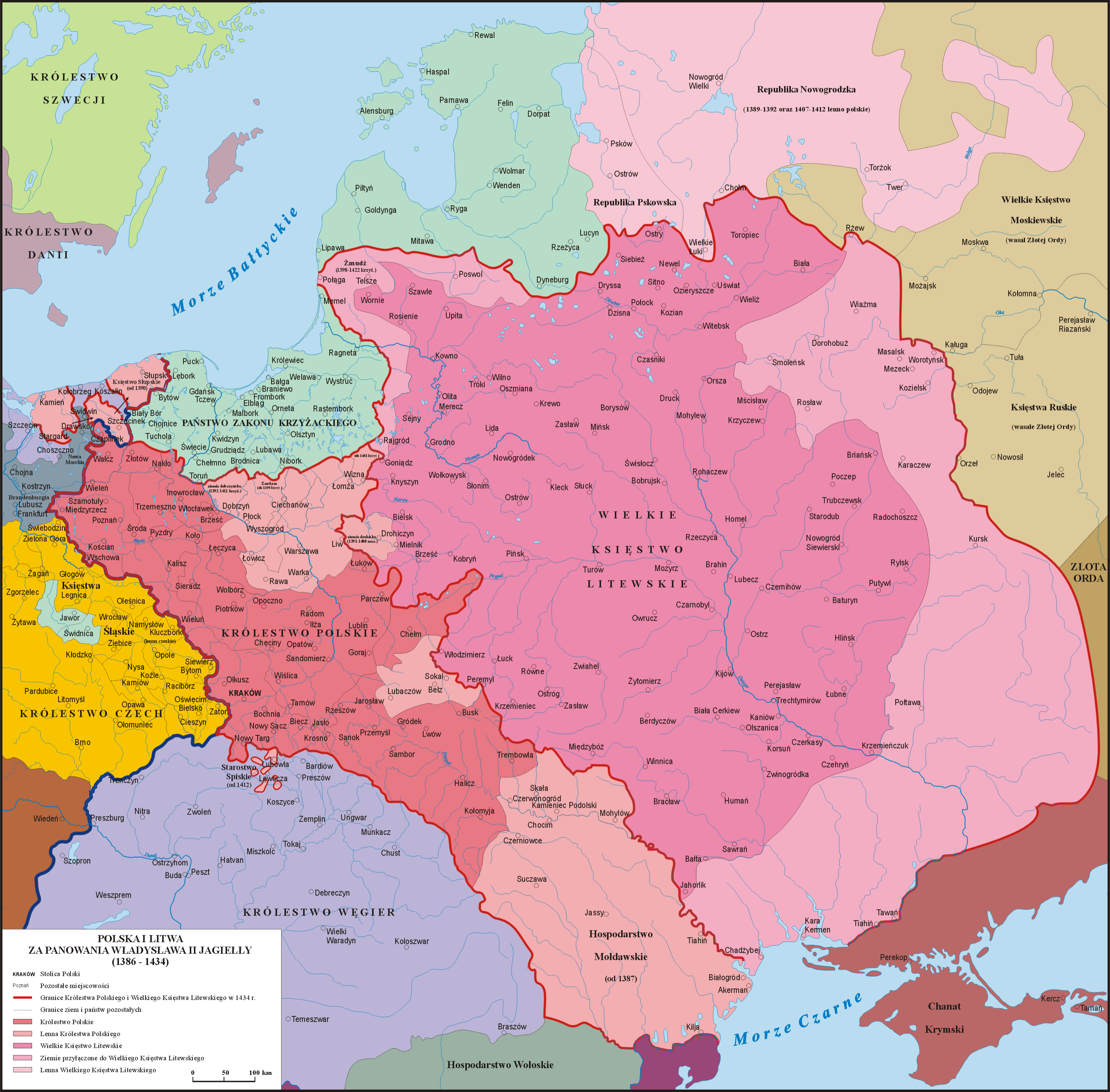
Polònia i Lituània 1386 - 1434

La guerra de 1326-1332 va ser devastadora. L'Orde entra a Cuiàvia i ocupa la terra de Dobrzyń. Ladislau I de Polònia pren represàlies devastant la regió de Chełmno. Els teutònics van llançar llavors una sèrie d'atacs destructius a Wielkopolska i les terres de Sieradz i Łęczyca. Assetgen les ciutats de Poznań i Kalisz. El 27 de setembre de 1331, els Cavallers de la Creu Negra van patir una important derrota a la batalla de Płowce, però van reprendre l'ofensiva. Els combats violents continuen a Cuiàvia i a les terres de Michelau. Els teutònics capturen Brześć Kujawski. La intervenció del legat papal va permetre posar fi als enfrontaments i, després de llargues negociacions, es va signar el tractat de Kalisz el 30 d'abril de 1334 entre el gran mestre Luther von Braunschweig i el rei de Polònia Casimir III. Això no impedeix que el monarca polonès porti un nou judici contra l'Orde.
El 1339 es va celebrar un procés a Varsòvia que enfrontava el Regne de Polònia amb l'orde teutònic, presidit per jutges papals. El rei exigeix la restitució de totes les terres en disputa i denuncia els nombrosos sacrilegis comesos pels soldats monjos: esglésies i pobles incendiats, poblacions massacrades, clergues assassinats, violacions. El papa Benet XII va fer costat al sobirà polonès, però l'Orde va apel·lar contra la condemna i el Papa va renunciar a promulgar la sentència final.

## Unió del Regne de Polònia amb el Ducat de Lituània
Un cop establerts a la seu de Marienburg, Prússia, els cavallers teutònics lluiten contra Lituània, l'últim estat pagà d'Europa, format al segle XIII al voltant d'una dinastia pagana i que s'estén a les terres ortodoxes de la vella Rus de Kíev. El 1385, la unió conclosa a Krewo entre el Regne cristià de Polònia i el ducat pagà de Lituània va canviar la situació i la guerra que els cavallers teutònics van fer contra Lituània va arribar a un moment decisiu.
La conversió al cristianisme del gran duc Ladislau II Jagelló i el seu matrimoni amb la sobirana de Polònia Eduvigis uneix les dues nacions en la lluita comuna contra l'expansionisme de l'orde teutònic. Juntament amb Lituània, Polònia creix en importància. Jogaila ascendeix al tron de Polònia amb el nom de Ladislau II Jagelló i la cristianització pacífica de Lituània que segueix priva els cavallers teutònics de la seva base ideològica. Les seves expedicions militars amb el pretext de l'evangelització perden la justificació. Però això no frena l'entusiasme bèl·lic dels monjos-soldats.

## La Gran Guerra (1409-1411)

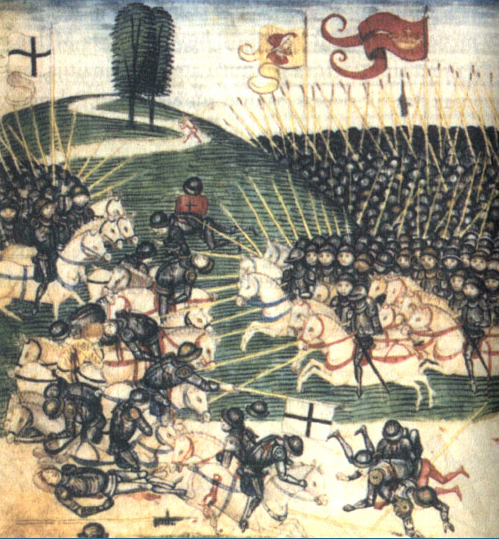
La batalla de Grunwald de Diebold Schilling el Jove (1460-1515?)).

El 1409 va esclatar una revolta en la possessió teutònica de Samogítia. El 6 d'agost de 1409, el gran mestre Ulrich von Jungingen declara la guerra a Polònia. Les forces teutòniques van sortir immediatament a l'ofensiva i van envair Wielkopolska i Cuiàvia, però els polonesos van rebutjar la invasió i van reconquerir Bydgoszcz. Un acord d'armistici, signat el 8 d'octubre de 1409 fins al 24 de juny de 1410 va donar treva als combatents.
costat al sobirà polonès, però l'Orde va apel·lar contra la condemna i el Papa va renunciar a promulgar la sentència final.
Amb els cavallers teutònics que esperaven un doble atac dels polonesos cap a Gdańsk i dels lituans cap a Samogitia, Ulrich von Jungingen concentra les seves forces a Świecie mentre deixa la major part del seu exèrcit als castells de Ryn, prop de Giżycko, i a Klaipėda. Ulrich von Jungingen demana una pròrroga de l'armistici fins al 4 de juliol per permetre que els seus reforços d'Europa occidental s'uneixin a ell.
El 30 de juny de 1410, Les forces poloneses creuen el Vístula. El 2 de juliol de 1410, s'uneixen amb l'exèrcit lituà dirigida pel gran duc Vytautas el Gran i es dirigeixen cap a la capital de l'Orde, el Castell de Malbork.
Sorprès, Ulrich von Jungingen decideix retirar les seves tropes del sector Świecie per organitzar una línia de defensa al riu Drwęca. Els passos del riu estan reforçats amb palissades i també es reforcen els castells propers. L'exèrcit del rei de Polònia continua la seva marxa cap a Malbork per Działdowo i Dąbrówno. El 13 de juliol es van prendre aquests dos castells i es va obrir la ruta de Marienburg.

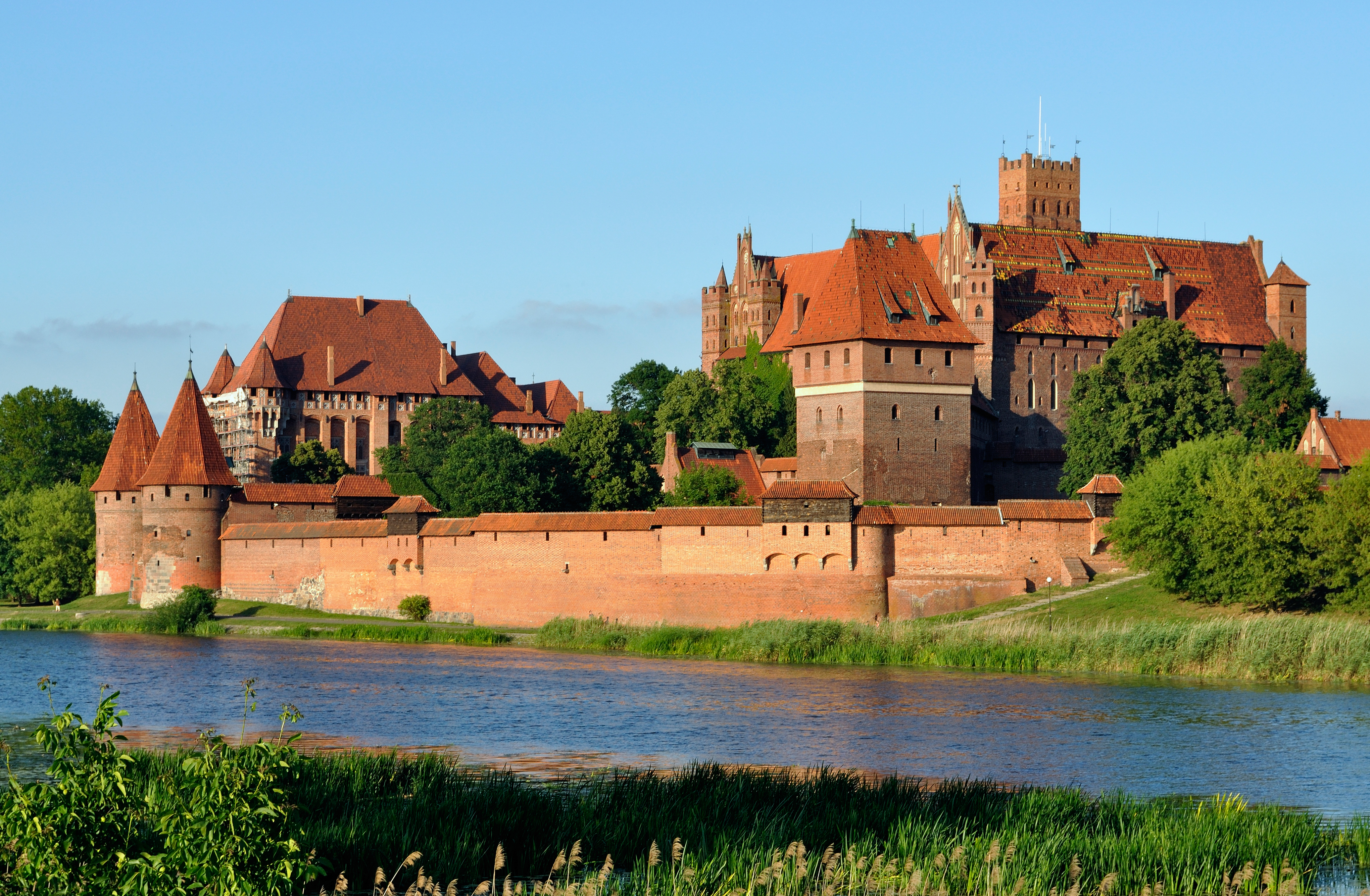
Marienbourg

El 15 de juliol els dos grans exèrcits de desenes de milers d'homes xoquen a Grunwald. És la batalla campal més gran de l'edat mitjana. Els Cavallers de la Creu Negra s'inclinen davant les tropes poloneses-lituanes. El rei Ladislau II Jagelló aconsegueix una brillant victòria, la majoria de l'elit teutònica desapareix i es capturen 56 estàndards. El gran mestre, Ulrich de Jungingen, el gran comandant, Conrad de Lichtenstein, i el mariscal de l'ordre, Frédéric de Wallenrod, van morir en la batalla.
Les restes de l'exèrcit derrotat a Grunwald es van replegar amb èxit del 25 de juliol al 19 de setembre de 1410 a la fortalesa de Marienburg, cosa que va permetre als teutònics escapar del pitjor. Si els cavallers teutònics maig no es van recuperar realment d'aquest fracàs, la pau signada a Toruń el 1411 no és satisfactòria per a ningú. Es van produir després una sèrie de campanyes de desgast.

## Contenciós judicial al Consell de Constança
El 1414-1416, l'anomenada guerra de fam entre Polònia i l'orde teutònic va esgotar sense resultats els dos adversaris, que van presentar la seva disputa davant el Concili de Constança (1414-1418). Els dos camps esperen obtenir el suport dels cercles intel·lectuals i polítics europeus, començant pel de l'emperador del Sacre Imperi Segimon I del Sacre Imperi Romanogermànic, que sorgeix allà com a àrbitre.
Els advocats de l'Orde descriuen el rei Ladislau II Jagelló, batejat feia gairebé trenta anys, com a cripto-pagà, i els seus súbdits lituans encara més pagans i bestials que ell. També deploren la presència de tropes tàtares musulmanes al costat dels jagellons a la batalla de Grunwald. Pel que fa a l'ambaixador polonès Paweł Włodkowic, rector de la Universitat Jagellònica, defensa els drets naturals dels no cristians i condemna severament la conversió dels infidels per l'espasa com a doblement contrària a les lleis humanes i divines. El consell acorda donar suport als esforços lituans i polonesos per evangelitzar l'última província pagana d'Europa.

## Guerra de 1422
El 1422, una nova guerra entre polonesos i teutònics acaba amb la pau de Mełno i permet als lituans recuperar el seu territori de Samogitia. Tanmateix, els combats es van reprendre entre 1431 i 1435.

## Guerra de Tretze Anys (1454-1466)
El 1454 va esclatar una revolta general a Prússia contra el domini de l'orde teutònic. A petició de la Confederació Prussiana, Prússia es va incorporar a Polònia el 6 de març, cosa que va donar lloc a una guerra contra l'orde teutònic que duraria tretze anys.
Després de la guerra dels tretze anys i de noves derrotes contra Polònia, l'Orde teutònic ja no conserva en el segon tractat de Toruń signat el 1466 la Prússia oriental amb Königsberg com a capital, que es converteix en una fortalesa de l'estat polonès.

## Bastió de l'estat polonès

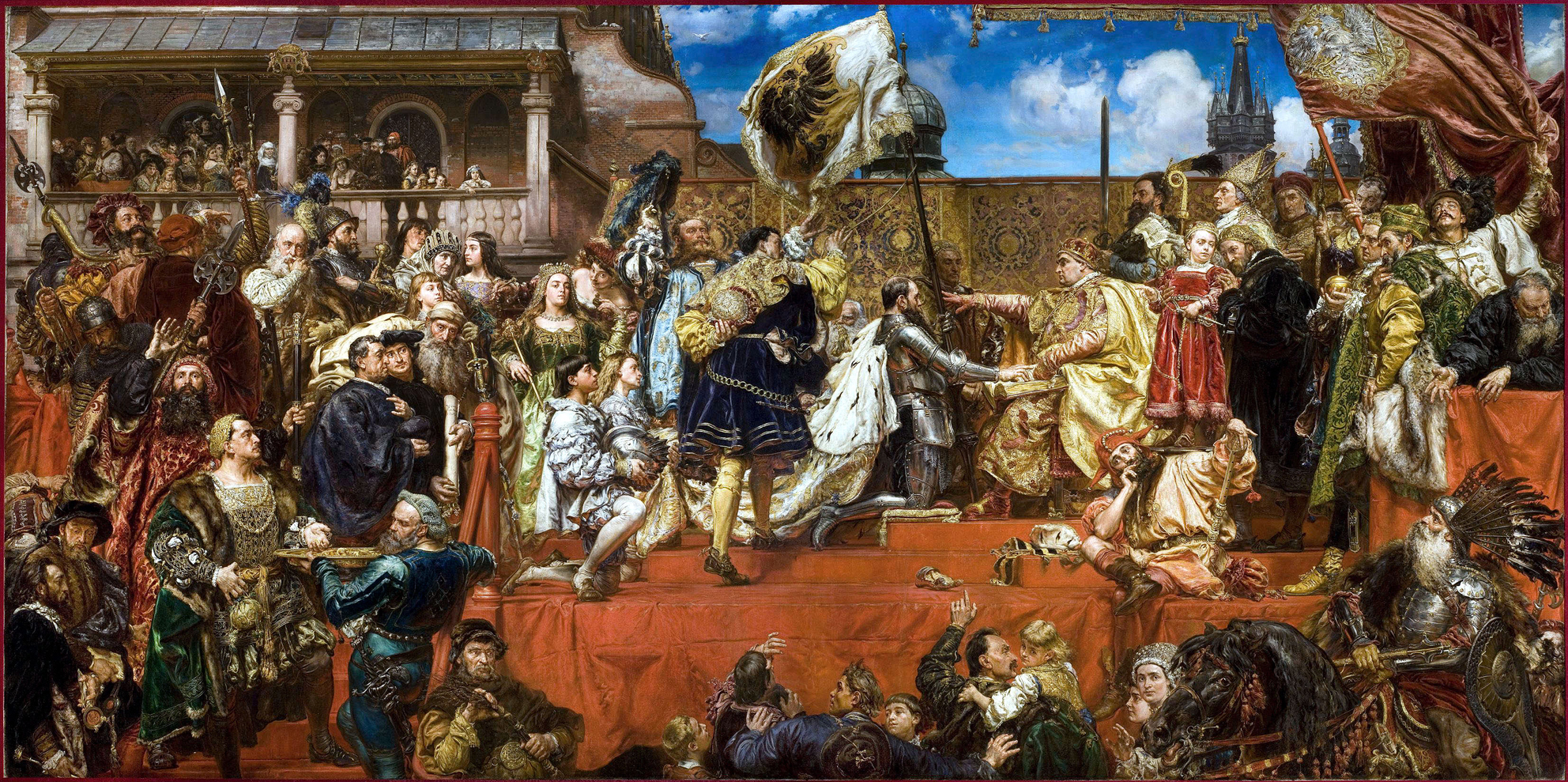
Homenatge del Gran Mestre Albert I de Prússia al rei Segimon el Vell de Jan Matejko

Malgrat la seva vinculació a Polònia el 1454, els grans mestres successius van denunciar la seva condició de vassalls polonesos. El gran mestre Frederic de Saxònia fins i tot aconsegueix escapar de l'homenatge. El seu successor Albert I de Prússia va persistir en la negativa i el conflicte militar es va reobrir el 1519 per acabar amb una treva inconclusa el 1521.
Per consell de Martí Luter, a qui el gran mestre va donar suport obertament des de 1523, es va arribar al Tractat de Cracòvia el 8 d'abril de 1525 a Cracòvia. Va confirmar els termes de la pau signats a Toruń el 1466, però va lliurar Prússia Oriental al Gran Mestre com a possessió hereditària i feu de la corona polonesa. El gran mestre convertit al luteranisme es va convertir, per tant, en el primer duc secularitzat de Prússia, vassall del tron polonès. Segons l'acord, el ducat de Prússia, secularitzat i luterà, tornarà a la corona polonesa després de l'extinció del seu llinatge.
El 10 d'abril de 1525, davant del Sukiennice de la Plaça del Mercat de Cracòvia, Albert I de Prússia, el primer governant territorial luterà, va prestar jurament de fidelitat al rei Segimon I de Polònia. Aquest acte passa a la història amb el nom d'homenatge prussià.

## Commemoració

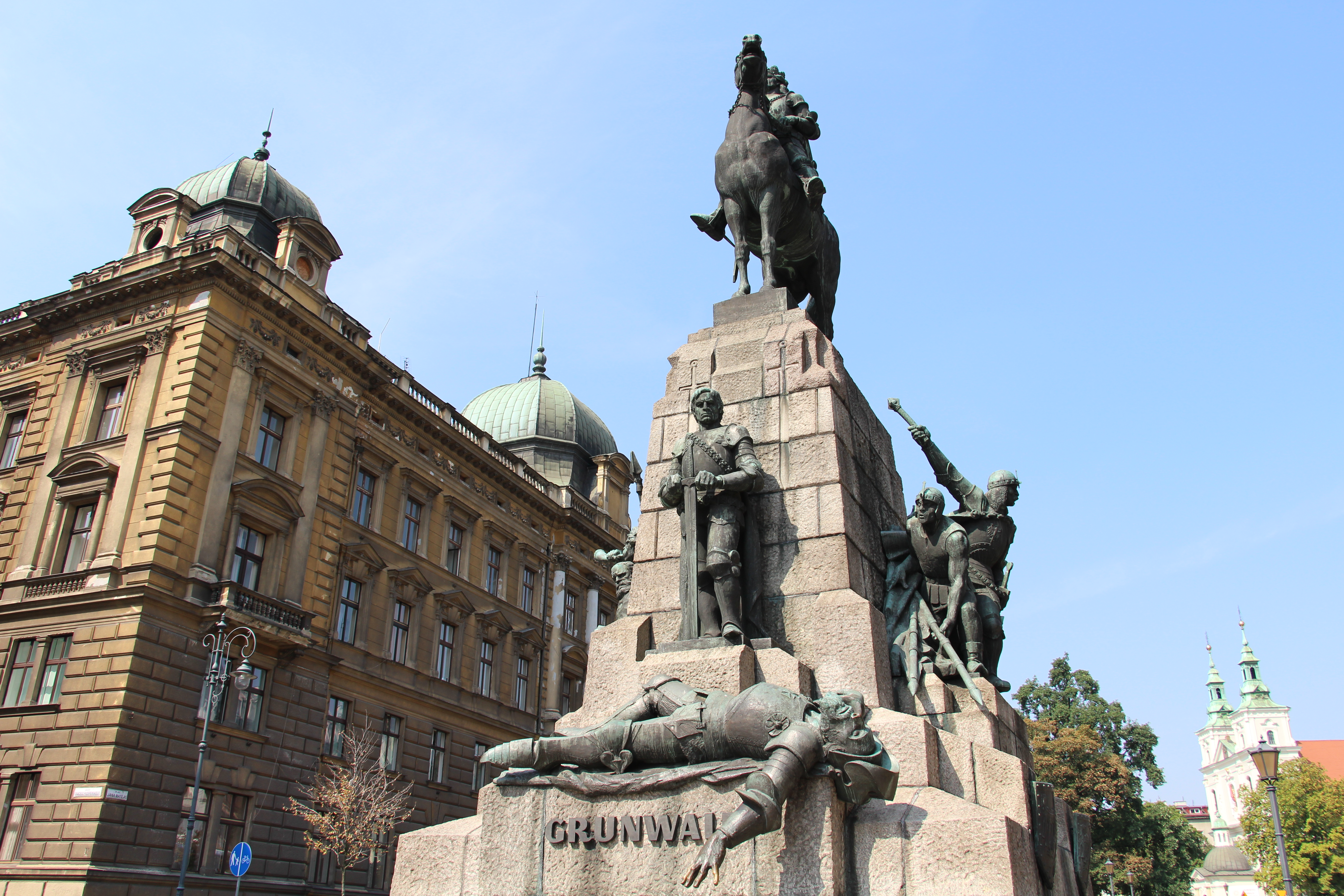
Monument a Cracòvia, en honor de la victòria del 1410 a Grunwald. Destruït pels alemanys el 1939 i restaurat després de la guerra

- Els cavallers teutònics, una gran novel·la històrica de l'escriptor polonès, premi Nobel de literatura Henryk Sienkiewicz, retrata la resistència polonesa a l'orde al segle xv,
- Els cavallers teutònics, pel·lícula del cineasta polonès Aleksander Ford del 1960, adaptació de la novel·la de Sienkiewicz